# Вітлі-Гарденс (Каліфорнія)
Вітлі-Гарденс (англ. Whitley Gardens) — переписна місцевість (CDP) в США, в окрузі Сан-Луїс-Обіспо штату Каліфорнія. Населення — 325 осіб (2020).

## Географія
Вітлі-Гарденс розташоване за координатами 35°39′27″ пн. ш. 120°30′26″ зх. д. / 35.65750° пн. ш. 120.50722° зх. д. (35.657588, -120.507245).  За даними Бюро перепису населення США в 2010 році переписна місцевість мала площу 3,60 км², з яких 3,57 км² — суходіл та 0,03 км² — водойми.

## Демографія
Згідно з переписом 2010 року, у переписній місцевості мешкало 285 осіб у 110 домогосподарствах у складі 77 родин. Густота населення становила 79 осіб/км².  Було 123 помешкання (34/км²).
Расовий склад населення:
| - 91,2 % — білих - 2,1 % — корінних американців - 0,4 % — чорних або афроамериканців - 0,4 % — азіатів - 4,6 % — осіб інших рас |

До двох чи більше рас належало 1,4 %. Частка іспаномовних становила 15,1 % від усіх жителів.
За віковим діапазоном населення розподілялося таким чином: 20,0 % — особи молодші 18 років, 67,4 % — особи у віці 18—64 років, 12,6 % — особи у віці 65 років та старші. Медіана віку мешканця становила 45,1 року. На 100 осіб жіночої статі у переписній місцевості припадало 111,1 чоловіків;  на 100 жінок у віці від 18 років та старших — 115,1 чоловіків також старших 18 років.
Середній дохід на одне домашнє господарство  становив 96 161 долар США (медіана — 85 500), а середній дохід на одну сім'ю — 127 000 доларів (медіана — 103 750). 
Цивільне працевлаштоване населення становило 194 особи. Основні галузі зайнятості: освіта, охорона здоров'я та соціальна допомога — 37,6 %, виробництво — 24,2 %, будівництво — 16,5 %, сільське господарство, лісництво, риболовля — 12,9 %.